# アシュレイ・レニー
アシュレイ・レニー（Ashley Renee、1965年5月22日 – ）はアメリカ合衆国のポルノ女優、映画監督、映画プロデューサー、アダルトモデル、フェティッシュ・モデル、ボンデージ・モデル。

## 来歴
1965年5月22日、カリフォルニア州ロサンゼルスで、イタリア系とロシア系をルーツに持つ家庭に生まれる。
若くして性的フェティッシュモデルのキャリアを開始し、「Mac & Bumble」と最初の契約を交した。更に「Danni’s Hard Drive」や「Score Magazine」などの媒体で経験を積みキャリアを発展させた。以来BDSMを専門とし、ボンデージのテーマが彼女の写真撮影の中心となった。
Club、Easy Rider、Juggs、High Society、Bust Out!、Gent、Fox、Hustler's Busty Beauties、Leg Showなど多くの男性誌に登場している。
1989年、24歳のときにポルノ映画界で働く決意をし、ヴィヴィッド・エンターテインメント、Adam & Eve、Elegant Angel、ニュー・センセーションズなど多数のスタジオで働いた。
2001年、ボンデージの分野における年間最優秀の演者、アーティスト、カメラマン、調教師、作家、モデルに与えられるSIGNY awardの最優秀ボンデージ・モデルに選ばれ、前年の2000年と2005年の2度に亘り2位になった。
また監督デビューも果たし『Ashley's Web』、『Bondage Memories』という自ら主演を務めた2本の映画のメガホンをとった。
2016年、350本以上の映画に出演した後、女優としては引退した。

## 受賞とノミネーション
| 年   | 賞          | 結果       | 部門                            | タイトル         |
| ---- | ----------- | ---------- | ------------------------------- | ---------------- |
| 1999 | AVNアワード | ノミネート | Best All-Girl Sex Scene - Video | No Man's Land 20 |
| 2001 | SIGNY award | 受賞       | Best Model                      | N/A              |